# Кубок мира по горному бегу 2005
21-й Кубок мира по горному бегу прошёл 25 сентября 2005 года в Веллингтоне, столице Новой Зеландии. Участники соревновались в дисциплине горного бега «вверх-вниз». Разыгрывались 8 комплектов наград: по четыре в индивидуальном и командном первенствах (мужчины, женщины, юниоры и юниорки до 20 лет). Среди юниоров могли выступать спортсмены 1986 года рождения и моложе.
Соревнования в третий раз состоялись за пределами Европы. Главной ареной состязаний стала небольшая гора Виктория в Веллингтоне, на которой находилась верхняя точка круговой трассы. Линия старта располагалась на городской набережной. Юниорки преодолевали 1 круг, юниоры и женщины — 2 круга, мужчины — 3 круга.
Участников Кубка мира поддерживали порядка 10 000 зрителей. Такая посещаемость во многом была вызвана удобным расположением трассы — она целиком проходила по территории города. Забеги прошли при сильном северо-западном ветре, характерном для Веллингтона, и температуре +16 градусов.
На старт вышли 245 бегунов (105 мужчин, 62 женщины, 48 юниоров и 30 юниорок) из 25 стран мира. Каждая страна могла выставить до 6 человек в мужской забег, до 4 человек — в женский и юниорский и до 3 человек — среди юниорок. Сильнейшие в командном первенстве определялись по сумме мест четырёх лучших участников у мужчин, трёх лучших — у женщин и юниоров, двух лучших — у юниорок.
Россиянка Юлия Мочалова из-за проблем с визой прибыла в Веллингтон поздно ночью в день старта. Однако долгая дорога не помешала 18-летней бегунье защитить чемпионский титул в забеге юниорок. Как и годом ранее, её основными соперницами были бегуньи из Словении. Одна из них, Матея Косовель, проиграла победительнице всего 10 секунд и стала серебряным призёром.
Наиболее успешно среди юниоров выступили легкоатлеты Турции. Ведат Гюнен выиграл личное первенство, а вместе с партнёрами по сборной стал сильнейшим и в командном первенстве. Мексиканец Хуан Карлос Карера второй год подряд стал призёром соревнований (в этот раз серебряным).
Мужской и женский забеги прошли под знаком превосходства хозяев соревнований. Сначала Джонатан Уайатт нарушил восьмилетнюю серию, на протяжении которой они поочерёдно выигрывали Кубок мира вместе с итальянцем Марко Де Гаспери. Новозеландец четырежды был лучшим на трассе «вверх», бегун с Апеннин отвечал победами на трассах «вверх-вниз». В 2005 году Де Гаспери не было в составе итальянской команды, в результате Уайатт смог защитить свой чемпионский титул и стал первым в истории пятикратным победителем Кубка мира. Исход борьбы стал ясен уже на вершине второго круга, когда преимущество новозеландца над соперниками было более минуты; на финише оно превысило уже две минуты.
В женском забеге отрыв предприняли Кейт Макилрой и Мелисса Мун из Новой Зеландии. Двукратная чемпионка Мун, не до конца восстановившаяся после травмы лодыжки, вскоре начала отставать и выпала из первой тройки. Макилрой была готова значительно лучше, заработав к середине второго (заключительного) круга преимущество в две минуты над вторым местом. На оставшемся отрезке она спокойно удержала этот отрыв и завоевала золотую медаль.

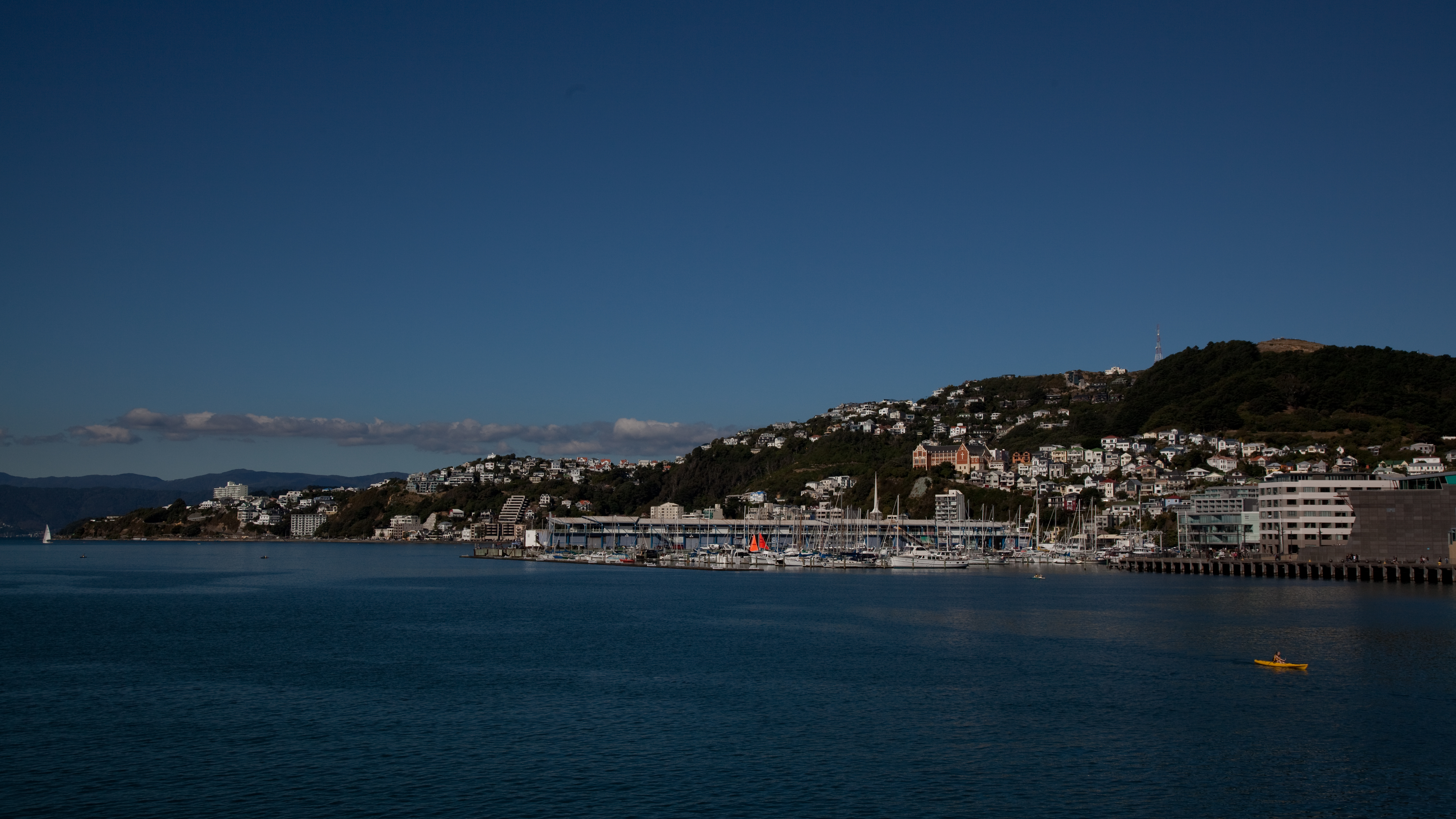
Гора Виктория
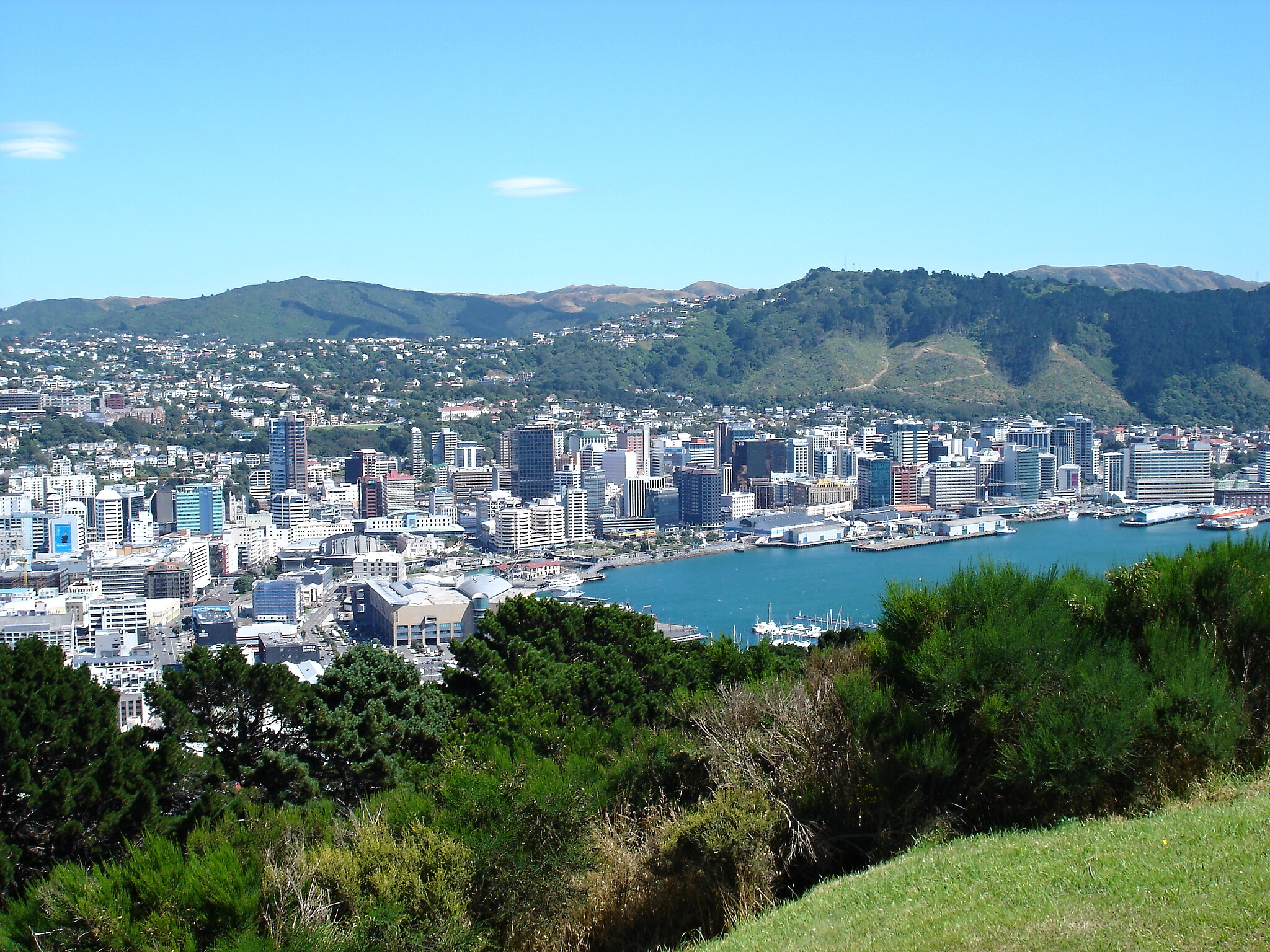
Веллингтон и гора Виктория

## Расписание
| Дата             | Время | Забег   |
| ---------------- | ----- | ------- |
| 25 сентября 2005 | 10:00 | Юниорки |
| 25 сентября 2005 | 11:30 | Юниоры  |
| 25 сентября 2005 | 13:00 | Мужчины |
| 25 сентября 2005 | 15:00 | Женщины |

Время местное (UTC+12:00)

## Призёры
Курсивом выделены участники, чей результат не пошёл в зачёт команды.

### Мужчины
| Дисциплина                                 | Золото | Золото   | Серебро | Серебро  | Бронза                                                                                | Бронза   |
| ------------------------------------------ | --- | -------- | --- | -------- | ------------------------------------------------------------------------------------- | -------- |
| 13,5 км перепад высот: +930 м −930 м       | Джонатан Уайатт Новая Зеландия                                                                                | 53.23    | Габриэле Абате Италия                                                                                              | 55.35    | Давиде Кикко Италия                                                                   | 55.41    |
| 13,5 км (команды)                          | Италия · Габриэле Абате · Давиде Кикко · Марко Гайярдо · Эмануэле Манци · Алессио Ринальди · Антонио Молинари | 17 очков | Новая Зеландия · Джонатан Уайатт · Дейл Уоррандер · Бенджамин Ривелл · Майкл Уэйклин · Каллум Харланд · Фил Костли | 75 очков | Франция · Жюльен Ранкон · Жан-Кристоф Дюпон · Тьерри Брёй · Арно Фурден · Тьерри Икар | 101 очко |
| Юниоры 9,1 км перепад высот: +620 м −620 м | Ведат Гюнен Турция                                                                                            | 36.48    | Хуан Карлос Карера Мексика                                                                                         | 37.20    | Мартин Дематтеис Италия                                                               | 37.28    |
| Юниоры 9,1 км (команды)                    | Турция · Ведат Гюнен · Ахмет Арслан · Фахри Тунчтан                                                           | 12 очков | Италия · Мартин Дематтеис · Бернард Дематтеис · Диего Скаффиди-Инджона · Андреа Риццардини                         | 16 очков | Чехия · Ян Гамр · Давид Росенберг · Мартин Запалач · Лукаш Паздера                    | 41 очко  |

### Женщины
| Дисциплина                                  | Золото                                                                                   | Золото   | Серебро                                                             | Серебро  | Бронза                                                                    | Бронза   |
| ------------------------------------------- | ---------------------------------------------------------------------------------------- | -------- | ------------------------------------------------------------------- | -------- | ------------------------------------------------------------------------- | -------- |
| 9,1 км перепад высот: +620 м −620 м         | Кейт Макилрой Новая Зеландия                                                             | 39.40    | Трейси Бриндли Шотландия                                            | 41.42    | Анна Пихртова Чехия                                                       | 41.59    |
| 9,1 км (команды)                            | Италия · Виттория Сальвини · Мария Грация Роберти · Пьеранджела Баронкелли · Элиза Деско | 25 очков | Шотландия · Трейси Бриндли · Сула Янг · Анджела Мудж · Джилл Микура | 38 очков | Чехия · Анна Пихртова · Павла Матяшова · Ива Милесова · Мартина Чермакова | 48 очков |
| Юниорки 4,7 км перепад высот: +310 м −310 м | Юлия Мочалова Россия                                                                     | 21.50    | Матея Косовель Словения                                             | 22.00    | Хюлья Онгун Турция                                                        | 22.46    |
| Юниорки 4,7 км (команды)                    | Словения · Матея Косовель · Люция Кркоч · Сузана Младенович                              | 6 очков  | Россия · Юлия Мочалова · Наталья Немкина                            | 12 очков | Турция · Хюлья Онгун · Нарин Саглам · Мелике Учар                         | 13 очков |

## Медальный зачёт
Медали завоевали представители 9 стран-участниц.
 Принимающая страна
| Место | Страна         | Золото | Серебро | Бронза | Всего |
| ----- | -------------- | ------ | ------- | ------ | ----- |
| 1     | Италия         | 2      | 2       | 2      | 6     |
| 2     | Новая Зеландия | 2      | 1       | 0      | 3     |
| 3     | Турция         | 2      | 0       | 2      | 4     |
| 4     | Россия         | 1      | 1       | 0      | 2     |
| 4     | Словения       | 1      | 1       | 0      | 2     |
| 6     | Шотландия      | 0      | 2       | 0      | 2     |
| 7     | Мексика        | 0      | 1       | 0      | 1     |
| 8     | Чехия          | 0      | 0       | 3      | 3     |
| 9     | Франция        | 0      | 0       | 1      | 1     |
| Всего | Всего          | 8      | 8       | 8      | 24    |